# Vlado Bálint
Vlado Bálint (* 29. června 1960 Michalovce, Slovensko) je slovenský spisovatel, scenárista, herec, dabér a pedagog.
Vystudoval kulturologii na Univerzitě P. J. Šafáríka v Košicích. Působil v profesionálním divadle, televizi, rozhlase, dabingu a jako pedagog. Kromě psaní se věnuje i fotografii a komponování hudby.
V roce 2019 kandidoval na poslance Evropského parlamentu za stranu NAJ.

## Dílo

### Hudební CD
- Infinity (2016)
- Atlantis (2017)
- Sylvia (2018)
- Obrázky zo Šariša (2018)